# Krafft-Medaille
Die silberne Krafft-Medaille ist eine seit 2004 von der International Association of Volcanology and Chemistry of the Earth’s Interior (IAVCEI) – einer Assoziation innerhalb der Internationalen Union für Geodäsie und Geophysik – vergebene Auszeichnung. Ihre Schöpfung wurde vom damaligen IAVCEI-Präsidenten Robert Stephen John Sparks 2002 im ersten Newsletter des Jahres bekanntgegeben.
Sie ehrt das Andenken an das französische Vulkanologenehepaar Katia und Maurice Krafft, das 1991 bei einem Ausbruch des Unzen in Japan durch einen pyroklastischen Strom ums Leben kam. Beide waren studierte Geologen beziehungsweise Geochemiker und veröffentlichten etwa ein Dutzend Artikel in wissenschaftlichen Fachzeitschriften. Vor allem aber wirkten sie als Naturfotografen und -filmer. Innerhalb der geowissenschaftlichen Forschungsgemeinschaft erlangten sie dadurch Weltruhm, dass sie – ungebunden und ohne akademische Verpflichtungen – „nach dem Rhythmus der Erde“ lebten und zu mehr als 150 Eruptionen reisten. Im Laufe der Jahrzehnte schufen sie dabei eine einzigartige und mit großer Akribie zusammengetragene Sammlung von weit über 450.000 archivierten Fotografien und über 300 Stunden Filmmaterial. Ab den 1980er Jahren widmeten sie sich verstärkt der Aufklärung über vulkanische Gefahren. Zudem verfassten sie mehrere populärwissenschaftliche Bücher, um vulkanologisches Wissen in breitere Schichten der Bevölkerung zu tragen, trieben den Bau eines Informationszentrums am Piton de la Fournaise voran und gaben den Anstoß für die Errichtung des „Europäischen Parks für Vulkanismus“ Vulcania in Saint-Ours.
Entsprechend der Lebensleistungen der Namensgeber sind auch die Nominierungskriterien für die Krafft-Medaille formuliert. Laut Statuten der IAVCEI wird sie an Einzelpersonen vergeben für
„außerordentliche Verdienste um die Vulkanologie, sei es durch Dienst an der wissenschaftlichen Gemeinschaft oder an Gemeinden [Ortschaften], die durch vulkanische Aktivität bedroht sind.“
Weiter heißt es, die Auszeichnung sei für jene Personen bestimmt, die Altruismus gezeigt hätten, sich der humanitären beziehungsweise angewandten Seite der Vulkanologie widmen und selbstlose Beiträge zur vulkanologischen Forschungsgemeinschaft geleistet haben.
Auf der Vorderseite zeigt sie unter dem Schriftzug „IAVCEI“ einen stilisierten Vulkan im Hinter- sowie ein Porträt der Kraffts und deren Namen im Vordergrund. Die Fertigung der Medaille wurde finanziell unterstützt durch die Familien des Ehepaares Krafft sowie die Stiftung „Volcan et Images“, die den Nachlass der Verstorbenen verwaltet. Der Preis wird alle vier Jahre anlässlich der zumeist im Sommer stattfindenden wissenschaftlichen Vollversammlung der IAVCEI vergeben. Die Verleihung erfolgt rückwirkend für das Vorjahr und das nächste Mal voraussichtlich Mitte 2017.

## Laureaten
| Jahr | Name                         | Nationalität       |
| --- | ---------------------------- | ------------------ |
| 2004 | Thomas Edward Simkin         | Vereinigte Staaten |
| Simkin (1933–2009) schloss 1955 sein Studium in Bauingenieurwesen am Swarthmore College mit einem Bachelor ab und erwarb 1960 an der Princeton University seinen Master in Ingenieurgeologie. Dort wurde er 1965 auch im Fach Geologie promoviert. Zwei Jahre später kam er zum Smithsonian Oceanographic Sorting Center (SOSC) und sollte der Smithsonian Institution während seiner gesamten wissenschaftlichen Karriere treu bleiben. Zwischen 1972 und 2003 wirkte er als Kurator für Petrologie und Vulkanologie am National Museum of Natural History in Washington, D.C., anschließend weiter als leitender Berater der entsprechenden Abteilung. Simkin veröffentlichte mehrere populärwissenschaftliche Bücher über Vulkane und war Hauptautor von This Dynamic Planet, einer aufwendigen Weltkarte, auf der Vulkane, Erdbeben, Einschlagkrater und die Lithosphärenplatten verzeichnet sind. Große Bekanntheit in seinem Forschungsfeld erlangte er vor allem dadurch, dass er 1968 einer der Gründer und bis 1995 Direktor des Global Volcanism Program (GVP) – beziehungsweise der Vorgängerprogramme – der Smithsonian Institution war. |                              |                    |
| 2008 | Christopher G. Newhall       | Vereinigte Staaten |
| An der University of California, Davis erwarb Newhall 1970 einen Bachelor in Geologie. Anschließend reiste er mehrfach für das Friedenscorps auf die Philippinen. Dort beobachtete er unter anderem den Mayon und lehrte Geologie an der Aquinas University in Legazpi City. Nach seiner Rückkehr in die Vereinigten Staaten schloss er 1977 seinen Master ab. 1980 wurde er am Dartmouth College promoviert. Ab 1977 arbeitete Newhall beinahe drei Jahrzehnte für das „Volcano Hazards Program“ des United States Geological Survey in Seattle, ehe er die Behörde 2005 verließ. 1991/1992 war er Gastdozent an der Universität der Philippinen und von 1993 bis 2011 zudem Affiliate Professor für Geowissenschaften an der University of Washington. Zwischen 2008 und 2013 leitete er die vulkanologische Arbeitsgruppe am Earth Observatory der Nanyang Technological University in Singapur. Weltweise Bekanntheit erlangte Newhall durch die Ausarbeitung des Vulkanexplosivitätsindex, den er 1982 zusammen mit Stephen Self entwickelte.                                                                                                   |                              |                    |
| 2012 | Shigeo Aramaki               | Japan              |
| Die Eruption des Mihara im Jahr 1951 begeisterte Aramaki (* 1930) für Vulkane. An der Universität Tokio studierte er daraufhin Geologie. 1953 erwarb er seinen Bachelor und 1961 wurde er promoviert. Zwischen 1957 und 1966 wirkte Aramaki mehrfach an der Pennsylvania State University; anschließend war er bis 1991 Professor am Earthquake Research Institute seiner Alma Mater. Er wechselte dann an die Universität Hokkaidō und 1994 an die Nihon-Universität, wo er 2001 emeritiert wurde. Er war Gastwissenschaftler am National Research Institute for Earth Science and Disaster Prevention (NIED) und von 2003 bis 2014 Direktor des Yamanashi Institute of Environmental Sciences. Aramaki setzte sich über Jahrzehnte beharrlich – und letztlich erfolgreich – für die Anfertigung von Gefährdungskarten für alle aktiven Vulkane Japans ein. Er saß in zahlreichen Gremien und wissenschaftlichen Beiräten und war auch international aktiv. So beriet er beispielsweise die französische Regierung 1976 im Zuge des Ausbruchs des Soufrière auf Guadeloupe. Zwischen 1988 und 1993 amtierte er zudem als Präsident der IAVCEI.      |                              |                    |
| 2017 | Marta Lucía Calvache-Velasco | Kolumbien          |
| Calvache studierte Geologie unter anderem bei Stanley N. Williams und machte ihren Master an der Louisiana State University und ihren Ph.D. an der Arizona State University. Sie arbeitet an der Universidad Nacional de Colombia und ist Direktorin für Georisiken beim Servicio Geológico Colombiano. Darüber hinaus war sie wissenschaftliche Direktorin des Vulkanobservatoriums in Pasto, Geschäftsführerin der World Organization of Volcano Observatories (WOVO) und Mitglied des IAVCEI-Subkomitees für Krisenprotokolle. Ihre Karriere begann 1985, als sie zur Gruppe jener Wissenschaftler gehörte, die nach intensiven Untersuchungen dem Nevado del Ruiz – kurz vor dessen verheerender Eruption – ein großes Gefahrenpotential beimaßen. Calvache forschte anschließend weiter zu diesem Vulkan und erwarb sich dort und an anderen Bergen große Verdienste bezüglich der geowissenschaftlichen Risikoanalyse. |                              |                    |
| 2017 | Hugo Delgado Granados        | Mexiko             |
| |                              |                    |
| 2023 | John Pallister               | Vereinigte Staaten |
| |                              |                    |